# Rosali Leandro Tarazona
Rosali Leandro Tarazona es un ingeniero civil y político peruano. Fue alcalde provincial de Yarowilca entre 2015 y 2018 y alcalde del Distrito de Cáhuac entre 2011 y 2014.
Nació en Rondos, en el departamento de Huánuco, Perú, el 8 de noviembre de 1974, hijo de Klever Leandro Soto y Juana Tarazona Godoy. Cursó sus estudios primarios en su localidad natal y los secundarios en el Pachas, provincia de Dos de Mayo. Entre 1992 y 2004 cursó estudios superiores de ingeniería civil en la Universidad Nacional Hermilio Valdizán.
Su primera participación política fue en las elecciones municipales de 2010 cuando fue elegido como alcalde del distrito de Cáhuac por el Movimiento Político Hechos y no Palabras con el 21.039%. En las elecciones municipales de 2014 tentó, por el Movimiento Integración Descentralista, la alcaldía de la provincia de Yarowilca. Fue elegido para ese cargo con el 17.987% de los votos. Terminada su gestión y, ante la prohibición de reelección de las autoridades ediles, participó en las elecciones regionales del 2018 como candidato de Avanza País a la gobernación regional de Huánuco sin éxito.